# Incidente aereo della squadra di football della Wichita State University del 1970
In un tempo sereno e calmo nel Colorado, alle 13:14 MDT di venerdì 2 ottobre 1970, un Martin 4-0-4 noleggiato si schiantò contro una montagna a 13 km a ovest di Silver Plume. Gestito dalla Golden Eagle Aviation, il bimotore a elica trasportava 37 passeggeri e un equipaggio di tre persone; 29 morirono sul colpo e altri due li seguirono per le ferite riportate mentre erano sotto cure mediche.
Era uno dei due aerei che trasportavano la squadra di football dei Wichita State Shockers del 1970 a Logan, nello Utah, per una partita contro la Utah State; il secondo aereo percorse una rotta convenzionale e arrivò sano e salvo nello Utah. Gli errori del pilota, ovvero l'aver preso decisioni sbagliate e una pianificazione pre-volo inadeguata, furono ufficialmente segnalati come cause dell'incidente.

## Sfondo
Circa tre mesi prima dello schianto, la Wichita State incaricò la Golden Eagle Aviation di mettere a disposizione un Douglas DC-6B, per far volare la squadra in trasferta per la stagione 1970. Il quadrimotore DC-6 era un aereo grande e potente che poteva ospitare l'intera squadra. La Golden Eagle Aviation non possedeva un DC-6, ma aveva un accordo con la Jack Richards Aircraft Company per servirsene. Dopo aver stretto l'accordo, il DC-6 rimase danneggiato in una tempesta dove soffiavano forti raffiche di vento, rendendolo impossibile da usare. Dovettero rimediare un paio di Martin 4-0-4 (che non volavano dal 1967), certificandoli nuovamente per il volo. Il 2 ottobre 1970 vennero portati dalle strutture della Jack Richards Aircraft Company a Oklahoma City a Wichita, invece del DC-6.

## Il volo
All'arrivo a Wichita caricarono i due aerei con i bagagli e imbarcarono i passeggeri. Decollarono e si diressero a ovest verso uno scalo di rifornimento a Denver all'aeroporto di Stapleton; da lì avrebbero continuato fino all'aeroporto di Logan, nello Utah settentrionale.
I due aerei furono soprannominati "Gold" e "Black" (Oro e Nero) in riferimento ai colori della scuola. "Gold", l'aereo precipitato, trasportava i giocatori titolari, il capo allenatore e il direttore sportivo, nonché le loro mogli, altri amministratori, sostenitori e famiglie. L'aereo designato "Black" trasportava i giocatori di riserva, gli assistenti allenatori e altro personale di supporto.
Il presidente della Golden Eagle Aviation, Ronald G. Skipper (1936–2003) era il pilota di volo del Gold. Pur occupando il posto di sinistra, solitamente assegnato al pilota, agiva in qualità di Primo Ufficiale perché non aveva l'abilitazione per il Martin 4-0-4. Durante il volo per Denver andò a visitare i passeggeri in cabina, avvisandoli che dopo il rifornimento avrebbero intrapreso una rotta panoramica, vicino alla Loveland Ski Area e al Monte Sniktau, le sedi per lo sci alpino proposte per le Olimpiadi invernali del 1976, recentemente assegnate a Denver a maggio. L'altro equipaggio che pilotava il velivolo "Black" aderì al piano di volo originale e prese una rotta più a nord, dirigendosi da Denver al sud del Wyoming e poi a ovest, utilizzando una delle aerovie designate. Meno panoramico, questo percorso concedeva più tempo per guadagnare quota per la scalata sulle Montagne Rocciose.

## L'incidente
Mentre gli aerei venivano riforniti e revisionati a Denver, il primo ufficiale Skipper acquistò le cartine aeronautiche per il percorso panoramico contemplato. Nel rapporto degli investigatori del National Transportation Safety Board (NTSB) gli investigatori scrissero che il primo ufficiale aveva testimoniato che intendeva utilizzare i grafici per aiutare a indicare i punti di riferimento e i luoghi d'interesse per i passeggeri. Il rapporto concluse che l'equipaggio non si era preso il tempo sufficiente per studiare adeguatamente le carte nautiche per evitare il terreno rialzato prima dell'inizio del decollo. Dopo essersi sollevati da terra in condizioni di bel tempo, i due velivoli presero strade opposte allontanandosi da Denver.
Poco prima dello schianto, diversi testimoni dissero di aver visto un aereo volare insolitamente basso verso lo spartiacque continentale. Alcuni testimoni situati in località montuose più elevate, come il Loveland Pass a 11.990 piedi (3.655 m), riferirono di averlo visto volare sotto di loro. Il sopravvissuto all'incidente Rick Stephens, uno dei giocatori, nel 2013 dichiarò "...mentre volavamo lungo la I-70, dove c'erano vecchie miniere e vecchi veicoli sopra di noi. Ho notato che eravamo un po' al di sotto della cima delle montagne. Mi sono alzato per andare alla cabina di pilotaggio, cosa non insolita da fare, e potevo dire che eravamo nei guai, guardando fuori dalla finestra e vedendo solo verde davanti a noi."
L'aereo sovraccarico, vicino al Loveland Pass mentre sorvolava la Clear Creek Valley, rimase intrappolato in una gola e non fu in grado di salire sopra le creste montuose che lo circondavano su tre lati, né di completare un'inversione a U allontanandosi dal terreno in rapida salita. Alle 13:14 MDT, il Martin "Gold" colpì gli alberi sul versante orientale del Monte Trelease, a 1.600 piedi (490 m) sotto la sua vetta, schiantandosi. Nel rapporto dell'NTSB gli investigatori affermarono che molti a bordo sopravvissero all'impatto iniziale, sulla base delle testimonianze dei sopravvissuti e dei soccorritori. Il carico di carburante a bordo non esplose immediatamente, consentendo ai sopravvissuti di fuggire dal relitto, ma la cabina passeggeri venne distrutta da un'esplosione prima che gli altri superstiti, ancora vivi e intrappolati all'interno, potessero fuggire.
Del totale di 40 persone a bordo si contarono 29 vittime, tra cui 27 passeggeri, il capitano e l'assistente di volo. Uno dei passeggeri deceduti era un assistente di volo fuori servizio che stava dando una mano nella fuga dal relitto. Due degli iniziali 11 sopravvissuti morirono in seguito per le ferite riportate, portando il totale dei morti a 31, 14 dei quali erano giocatori di football della Wichita State. I primi ad arrivare sul luogo dell'incidente furono gli operai edili del vicino progetto del tunnel Eisenhower e gli automobilisti sulla US 6 (I-70). Il primo ufficiale (e presidente della compagnia aerea) sopravvisse; stava pilotando l'aereo dal sedile sinistro.

## Causa probabile
Il rapporto del National Transportation Safety Board afferma che il meteo non ebbe alcun ruolo nell'incidente, ed elenca la probabile causa che il pilota abbia preso decisioni improprie in volo o durante la pianificazione:

## Conseguenze
Il presidente dell'USU, il vicepresidente, il rettore, il direttore sportivo e l'addetto alle informazioni atletiche non erano disponibili all'indomani dell'incidente, lasciando che il gioco fosse annullato da John S. Flannery, un dipendente dell'USU Information Services. La squadra di football dello Utah State tenne un servizio commemorativo nello stadio dove si sarebbe dovuta giocare la partita e depose una corona di fiori sulla linea delle 50 iarde. I funzionari della Wichita State University e i familiari dei sopravvissuti furono portati a Denver su un aereo messo a disposizione da Robert Docking, il governatore del Kansas.
Le lezioni alla Wichita State per lunedì 5 ottobre furono annullate e quella sera si tenne un servizio commemorativo nel campus dello stadio Cessna. I restanti membri della squadra della Wichita State, con la NCAA e la Missouri Valley Conference che consentivano alle matricole di riempire la squadra, decisero di continuare la stagione 1970; in seguito fu designata la "Seconda Stagione".
Wichita State e Utah State avevano giocato in cinque delle sei stagioni precedenti, ma non si erano mai più incontrate nel football. La Wichita State sospese il football universitario dopo la stagione 1986.
L'incidente fu il primo di due aerei charter giocatori del football universitario a precipitare nel 1970; sei settimane dopo il volo Southern Airways 932, che trasportava la squadra della Marshall University, si schiantò a Huntington, in Virginia Occidentale, mentre la squadra tornava da una partita in Nord Carolina.

## Memoriali

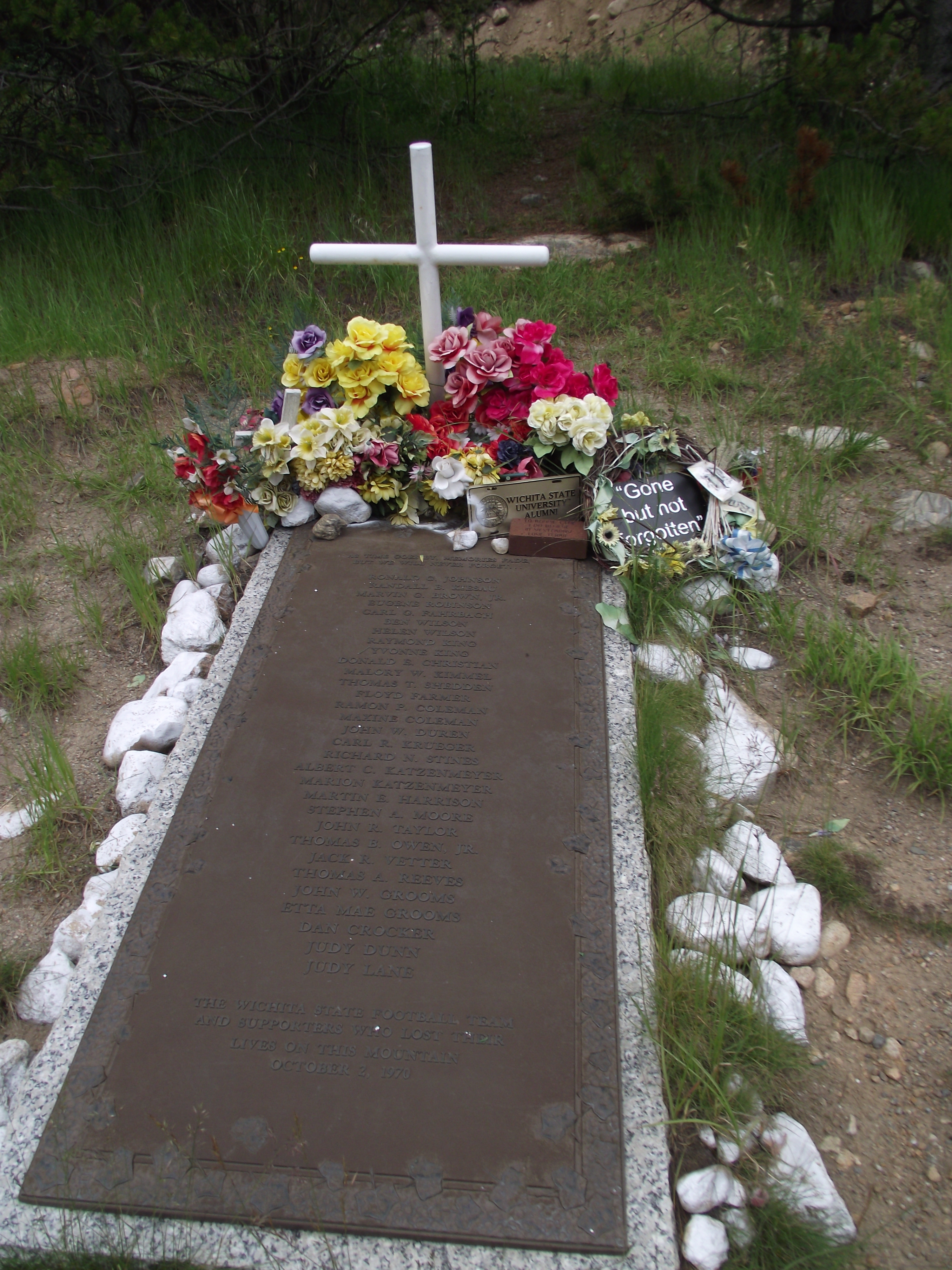
Memoriale in Colorado sulla Interstatale 70, miglio 217.

La Wichita State University costruì un memoriale per coloro che perirono nell'incidente, noto come Memorial '70. Ogni anno, il 2 ottobre alle 9 del mattino, vi viene deposta una corona di fiori.
Una targa commemorativa lungo la strada che elenca i nomi delle vittime si trova vicino al luogo dell'incidente in Colorado, adiacente all'Interstatale 70 in direzione ovest, a Dry Gulch al miglio 217 (39,6965° N 105,8736° W), a circa due miglia (3 km) a est del tunnel Eisenhower. A 0,4 miglia oltre il memoriale dall'uscita 216 si trova un sentiero per il sito dello schianto passando per Dry Gulch.
Dopo l'incidente il comico Bill Cosby e il conduttore radiofonico Monty Hall organizzarono una raccolta fondi per il dipartimento di atletica della Wichita State.